# Karrasa
Karrasa (arab. قراصة) – wieś w Syrii, w muhafazie As-Suwajda. W 2004 roku liczyła 638 mieszkańców.